# Gene Banks
Eugene Lavon Banks, detto Gene (Filadelfia, 15 maggio 1959), è un ex cestista e allenatore di pallacanestro statunitense, professionista nella NBA, in Italia, Israele e Argentina.

## Carriera
Venne selezionato dai San Antonio Spurs al secondo giro del Draft NBA 1981 (28ª scelta assoluta).

## Palmarès
- McDonald's All-American Game (1977)
- Campione CBA (1990)